# Civilization IV: Warlords
Civilization IV Warlords – oficjalny dodatek do Civilization IV wyprodukowany przez Firaxis Games, a wydany przez 2K Games. W Polsce premiera odbyła się 25 sierpnia 2006 (USA 24 lipca 2006).

## Nowości w grze
- Nowa odmiana wielkich ludzi - "Wielcy Generałowie" pozwalający na zbudowanie specjalnych budynków wojskowych lub pozwalając na większe awanse pozostałym jednostkom
- 8 nowych scenariuszy
- 6 nowych cywilizacji i związanych z nimi unikatowych jednostek
- 10 nowych przywódców cywilizacji
- 3 nowe cuda świata
- Unikatowe budynki dla każdej cywilizacji
- Nowe zdolności i charakterystyki przywódców
- Nowe jednostki, surowce i budynki
- Poprawki w przebiegu gry
- Wasalizm

## Wymagania sprzętowe
- Pentium 4 1.8 GHz,
- 512 MB RAM
- Karta graficzna 128 MB (GeForce 4 lub lepsza)
- Wolne miejsce na dysku: 1.7 GB
- System operacyjny Windows 2000, Windows XP.